# 明星スター十番勝負
『明星スター十番勝負』（みょうじょうスターじゅうばんしょうぶ）は、1966年5月1日から同年6月26日まで日本テレビ系列局で放送されていた日本テレビ製作のクイズ番組である。カラー放送。
正式名称は『渡辺ロケットショー 明星スター十番勝負』（わたなべロケットショー - ）で、前番組『明星スターパレード』から引き続き芸能雑誌『明星』（集英社）の協賛ならびに渡辺製菓の一社提供で放送されていた。全9回。放送時間は毎週日曜 19:00 - 19:30 （日本標準時）。

## 概要
毎回3人1組のチーム×2組が出場し、人気スター本人の目の前でその人物についてどれだけよく知っているのかを競っていた番組。出場者には、スターの生まれ、身長・体重、そして瞬間的な癖に至るまで、ありとあらゆるデータを題材にしたクイズが出されていた。
収録は後楽園ホールで行われていた。スタジオにはロケットなどを模した番組セットがあり、砂川啓介をはじめとする司会陣も全員宇宙服をイメージしたコスチュームを着て出演していた。番組には各回の出演スターのほか、彼らと何らかの関係がある人物もゲスト出演していた。
しかし、セットのロケット（クイズに正解すると飛び上がる演出）が故障ばかりして、なかなか飛び上がらず、修理に時間がかかり、ロケットなしでやったため番組が中途半端になり視聴率も急降下、11%となってしまった。

## 出演者

### レギュラー
- メイン司会：砂川啓介
- サブ司会：長沢純
- サブ司会：田中真規子
- 占い師：藤田小女姫 - 各回の出演スターを占う役割を担当。

### 出演スターとゲスト
| 回 | 放送日 （1966年） | 出演スター     | ゲスト                   |
| -- | ----------------- | -------------- | ------------------------ |
| 1  | 5月1日            | 初代林家三平   | 海老名香葉子、海老名泰孝 |
| 2  | 5月8日            | 倍賞千恵子     | 倍賞美津子、勝呂誉       |
| 3  | 5月15日           | アイ・ジョージ | 志麻ちなみ               |
| 4  | 5月22日           | 三田明         | （不明）                 |
| 5  | 5月29日           | 橋幸夫         | （不明）                 |
| 6  | 6月5日            | 舟木一夫       | 玉置宏、和泉雅子         |
| 7  | 6月12日           | 牧伸二         | 牧野周一                 |
| 8  | 6月19日           | 西郷輝彦       | 清川虹子、松原智恵子     |
| 9  | 6月26日           | 水前寺清子     | Wけんじ                  |

参考：『東京新聞』東京新聞社、1966年5月1日 - 同年6月26日付のラジオ・テレビ欄。